# Enric Rodríguez
Enric Rodríguez, nome d'arte di Enric Rodríguez Cambray, (...), è un attore spagnolo, noto per aver interpretato il ruolo di Òscar Benjumea Canals nella serie El cor de la ciutat.

## Filmografia

### Cinema
- Pin up, regia di Tania Verduzco - cortometraggio (2009)
- Guía de supervivencia estudiantil, regia di Joan Marc Sastre - cortometraggio (2011)
- Cosa piove dal cielo? (Un cuento chino), regia di Sebastián Borensztein (2011)
- Geronimo Stilton: el musical del Regne de la Fantasia, regia di Paulí Subirà (2011)
- Cam, regia di Pol Turrents - cortometraggio (2013)

### Televisione
- AD - Els Abans de Déu - serie TV (2009)
- Hospital Central, nell'episodio "Es tan fácil morir" (2009)
- El cor de la ciutat - serie TV (2005-2009)
- La pecera de Eva - serie TV, 4 episodi (2010)
- No me la puc treure del cap - serie TV, episodio Corren (2010)
- Ermessenda - serie TV, episodi 1x1-1x2 (2011)